# Velký pán
Velký pán je český loutkový film režiséra Radka Berana z roku 2024, navazující na film Malý pán z roku 2015.
Film měl premiéru 2. května 2024 na festivalu Kino na hranici.

## Obsazení dabingu loutek
| Saša Rašilov mladší | Velký pán |
| Barbora Poláková    |           |
| Pavel Liška         |           |
| Miroslav Táborský   |           |
| Miroslav Krobot     |           |
| Vladimír Javorský   |           |
| David Novotný       |           |